# Temnica
Temnica je naselje v Občini Miren - Kostanjevica.
V središču strnjene vasi stoji cerkev Sv. Petra. Izven naselja pa se nahaja najdišče Sv. Ambrož (531 m) z ledinskim imenom Tabor. Gradišče je bilo v kasnejših obdobjih zatočišče ali protiturški tabor za domačine iz vasi pod njim. Na vrhu je stala cerkvica sv. Ambroža, od katere so ohranjene le še ruševine vzhodnega dela cerkve. Poleg ruševin cerkve pa se v gradišču nahajajo še ostanki nekdanjega kmečkega dvorca.